# Joseph Ysaÿe
Pour les articles homonymes, voir Ysaÿe.
Joseph Ysaÿe, né à Liège le 19 novembre 1855 et mort à Arlon le 21 mai 1922, est un violoncelliste, chef d'orchestre, compositeur, professeur puis directeur de l'Académie de musique d'Arlon. Il est le frère aîné d'Eugène Ysaÿe et de Théo Ysaÿe.

## Biographie
Joseph Ysaÿe naît à Liège le 19 novembre 1855 dans une famille modeste au 233 rue Sainte-Marguerite. 
Son grand-père Georges (1787-1851) est cloutier et violoniste amateur. Son père Nicolas (né le 12 janvier 1826 à Ans - mort le 19 août 1905 à Arlon) est violoniste, pianiste, chef d'orchestre et compositeur. Sa sœur aînée Marie (1851-1929) est chanteuse légère ; ses frères puînés sont Eugène (1858-1931) violoniste, compositeur, organisateur de concerts, pédagogue et chef d'orchestre ; et Théophile dit Théo (1865-1918) pianiste et compositeur.
Joseph Ysaÿe commence à se produire en tant que violoniste dans l'orchestre du Théâtre du Pavillon de Flore à Liège, sous la direction de son père Nicolas. Il délaisse ensuite le violon pour le violoncelle.
En 1878, il prend la place de son frère Eugène au service militaire, afin de permettre à ce dernier de continuer sa carrière de violoniste. Il effectue néanmoins ce service, d'une durée de cinq ans, en tant que musicien gagiste.
Le 24 juillet 1880, avant de quitter Liège pour la garnison d'Arlon, il épouse Cornélie Vandromme, âgée de 23 ans. Le couple, qui avait déjà eu deux enfants hors mariage dont une petite fille morte à un mois, est à nouveau parents le 23 juillet 1881, avec la naissance des jumeaux Paul et Hippolyte; ce dernier meurt le 16 août suivant. Joseph et Cornélie auront encore six enfants, dont Marcel, né à Arlon le 1er janvier 1886, qui exercera en tant que violoniste, et Louise, née dans la même ville le 5 février 1891, qui étudiera le piano.
En 1888, Joseph Ysaÿe est nommé professeur de violoncelle à l'Académie de musique d'Arlon, institution dont il devient le directeur en 1893. Il dirige également l'orchestre de la Société philharmonique de la ville.
À la suite de son décès, la ville d'Arlon soutient la création d'un cercle Ysaÿe qui se consacre à l'organisation de concerts.

## Œuvres
- O Luxembourg, cantate patriotique composée en 1905, pour les 75 ans de l'Indépendance de la Belgique[6].